# Lamentacje Ipuwera

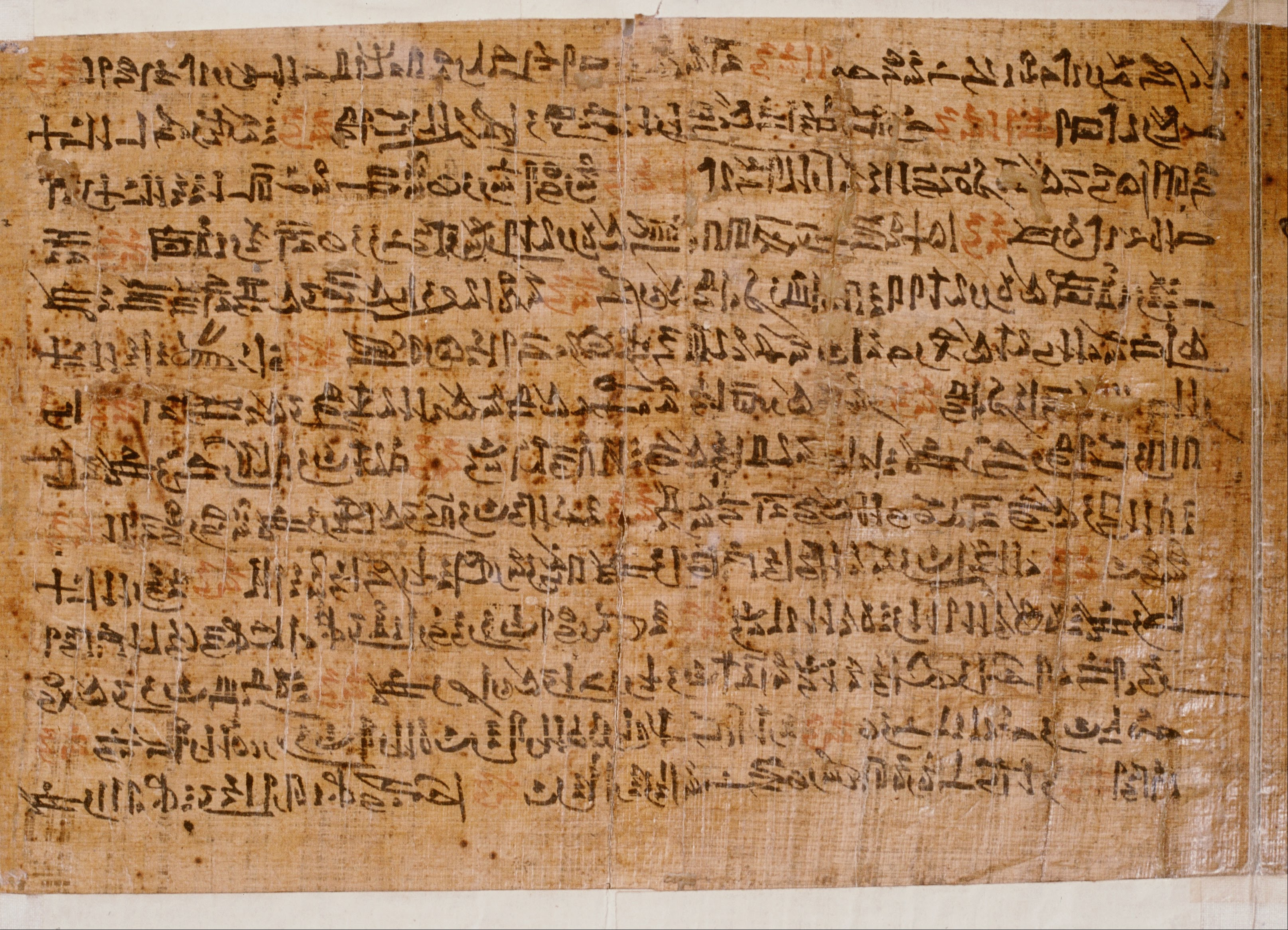
Papirus Ipuwera (Papyrus Leiden I 344, Holenderskie Narodowe Muzeum Starożytności)

Lamentacje Ipuwera – zapisane pismem hieratycznym dzieło starożytnej egipskiej literatury mądrościowej autorstwa mędrca Ipuwera. Nie ma zgodności co do czasu jego powstania – wskazuje się na koniec Starego Państwa (ok. 2675–2170 p.n.e), Pierwszy Okres Przejściowy (ok. 2250–ok. 2050 p.n.e.) lub Średnie Państwo (ok. 2050 do ok. 1760 p.n.e.). Dzieło kopiowane było jeszcze za czasów XIX dynastii (lata ok. 1292–1186 p.n.e), z którego to okresu pochodzi jedyny zachowany do dziś egzemplarz. Jest on przechowywany w Holenderskim Narodowym Muzeum Starożytności w Lejdzie (Papyrus Leiden I 344).

## Opis
Tekst Lamentacji składa się z szesnastu części, z których dziesięć ma charakter lamentacji. Ipuwer opisuje w nich różne aspekty upadku cywilizacji. Większość fragmentów lamentacyjnych dotyczy różnych form upadku funkcjonowania społeczeństwa i państwa. Fragmenty te układają się w jednolitą całość.
Tekst zachował się w stanie mocno uszkodzonym. Brakuje w nim przede wszystkim części początkowej, co uniemożliwia poznanie okoliczności w jakich przemawia mędrzec. Stąd nie wiadomo kto, do kogo i w jakim celu przemawia, co jest cechą charakterystyczną literatury sebayt (starożytnego egipskiego gatunku literatury poświęconej faraonom). Brak również zakończenia. Lamentacje Ipuwera mają częściowo charakter dialogu, co wynika z końca zachowanej części tekstu, w której w pewnym momencie zabiera głos także faraon. Autorem Lamentacji był egipski arystokrata piszący na użytek arystokracji.
Zachował się jeden rękopis zawierający Lamentacje Ipuwera nazwany Papirusem Ipuwera pochodzący z czasów XIX dynastii (lata ok. 1292–1186 p.n.e). W starszych interpretacjach Lamentacje uważane były za literacki wyraz zamętu jaki powstał w okresie destabilizacji w Pierwszym Okresie Przejściowym. Nowsze opracowania zazwyczaj kwalifikują utwór do literatury fikcji opisującej porządek i chaos w postaci pożądanych i niepożądanych zjawisk społecznych i politycznych.

## Zawartość

### Lamentacje
Pierwsza zachowana część opisuje szereg skarg wywołanych chaosem powstałym na skutek zamiany typowych ról społecznych wśród obywateli co jak  można  sądzić, wpłynęło na przestępczość. Na skutek tego pracze już nie wykonują swoich obowiązków, ojcowie nienawidzą swoich synów, a obcokrajowcy stali się Egipcjanami. Pomimo wylewów Nilu ludzie nie uprawiają ziemi, a kobiety nie zachodzą w ciążę. Narasta przestępczość, powszechne staje się plądrowanie. Następuje zamiana ról w społeczeństwie: ubodzy stają się bogaczami, a bogaci lamentują.
W części drugiej Ipuwer opisuje upadek instytucjonalnego państwa. Nil jest zabrudzony krwią, a Górny Egipt pustynnieje. Upadają poszczególne domy jak i miasta, co wskazuje na upadek administracji. Następuje spadek populacji, imigracja ludności oraz najazdy Azjatów postrzeganych w literaturze Starożytnego Egiptu jako okrutni barbarzyńcy. Niewolnicy posiadają złoto, srebro i wszelkie kamienie szlachetne a szlachcianki chodzą odziane w łachmany.
Część trzecia opisuje upadek handlu, przemysłu, brak wpływów z podatków oraz niedobory żywności i artykułów konsumpcyjnych. Towary te trafiają do cudzoziemców. Część czwarta to opis powszechnego nieszczęścia, które dotknęło Egipt. Nie da się odróżnić szlachciców od nędzarzy, a wszyscy mieszkańcy narzekają na swój los. Imigranci w Delcie Nilu stają się mistrzami swojego rzemiosła.
Część piąta opisuje upadek arystokracji. Obywatele zmuszani są do ciężkiej pracy przy kamieniach, a także niesprawiedliwie chłostani. Następuje powszechna deklasacja dawnych elit. Kolejna część to opis przestępczości, przemocy i bezprawia. Część siódma opisuje głód i nędzę, natomiast część ósma to fragment poświęcony upadkowi tradycji i instytucji. Skargi Ipuwera dotyczą jakiejś potężnej rewolucji plebejskiej wymierzonej w tradycyjny porządek i panujące elity oraz oddziałującej na wszelkie dziedziny życia.
Część dziewiąta to kolejny opis zamiany ról społecznych oraz skutków rewolucji powszechnej. W wielu skargach powtarza ona wątki z poprzednich części, opisując nagłe wzbogacenie biednych i upokorzenie możnych. Część dziesiąta to ostatnia część lamentacyjna. Ponownie przedstawia upadek gospodarczy wynikający z zamiany ról społecznych.

### Wątki mądrościowe
Część jedenasta to wezwanie do faraona by przywrócił poprzedni porządek. Jest ona mocno uszkodzona, jednak odwołuje się do przeszłych zasług elit. Ipuwer wzywa do kultywowania dawnych zwyczajów. W części dwunastej Ipuwer skarży się na Boga-Stwórcę, który dopuszcza zło na świecie. Pyta w niej, po co stworzył ludzi, jeśli dobrzy nie mają być odróżniani od złych. Część trzynasta to z kolei skarga na faraona. Również ona jest mocno uszkodzona. Mędrzec obarcza faraona współodpowiedzialnością za przestępczość i chaos w kraju. Stawia mu podobne zarzuty jak Bogu-Stwórcy, przy czym większą ufnością w moc odnowy tradycyjnego porządku przejawia wobec władcy niż wobec Boga-Stwórcy.
Część czternasta to afirmacja życia. Ipuwer wychwala poprzednie życie, handel i dawny porządek społeczny. Życie zgodne z konserwatywnymi wartościami ma prowadzić do dobrobytu. Jest to przeciwstawnie chaosowi tradycyjnych wartości.
Część piętnasta to odpowiedź faraona. Fragment ten jest bardzo słabo zachowany. Wydaje się, że faraon za chaos obwinia poddanych, a także podkreśla rolę budzącego postrach wojska i zapewnienia bezpieczeństwa zewnętrznego. Część szesnasta to odpowiedź Ipuwera. Podobnie jak przemowa faraona jest ona bardzo słabo zachowana. Mędrzec nie został przekonany słowami faraona i oskarża go, że oszukał ludzi i poprzez bezczynność doprowadził kraj do ruiny. W tym miejscu tekst się urywa.